# Diócesis de Ilagan
La diócesis de Ilagan (en latín: Dioecesis Ilaganensis, en inglés: Roman Catholic Diocese of Ilagan y en tagalo: Diyosesis ng Ilagan) es una circunscripción eclesiástica de la Iglesia católica en Filipinas. Se trata de una diócesis latina, sufragánea de la arquidiócesis de Tuguegarao. Desde el 14 de noviembre de 2018 su obispo es David William Antonio.

## Territorio y organización
La diócesis tiene 12 414 km² y extiende su jurisdicción sobre los fieles católicos de rito latino residentes en la provincia de Isabela de la región de Valle del Cagayán en la isla de Luzón.
La sede de la diócesis se encuentra en la ciudad de Gamu, en donde se halla la Catedral de San Miguel Arcángel. En Ilagan se encuentra la Concatedral de San Fernando, que fue la primera catedral de la diócesis.
En 2021 en la diócesis existían 39 parroquias.

## Historia
La diócesis fue erigida el 31 de enero de 1970 con la bula Quia urget Christi del papa Pablo VI, obteniendo el territorio de la diócesis de Tuguegarao (hoy archidiócesis) y la prelatura territorial de Infanta.
Originalmente sufragánea de la arquidiócesis de Nueva Segovia, el 21 de septiembre de 1974 pasó a formar parte de la provincia eclesiástica de la arquidiócesis de Tuguegarao.
En septiembre de 2013 la catedral de la diócesis se trasladó de Ilagan a Gamu.

## Estadísticas
Según el Anuario Pontificio 2022 la diócesis tenía a fines de 2021 un total de 1 350 960 fieles bautizados.
| Año                                                                             | Población            | Población | Población      | Sacerdotes | Sacerdotes    | Sacerdotes    | Bautizados por sacerdote | Diáconos permanentes | Religiosos | Religiosos | Parroquias |
| Año                                                                             | Bautizados católicos | Total     | % de católicos | Total      | Clero secular | Clero regular | Bautizados por sacerdote | Diáconos permanentes | Varones    | Mujeres    | Parroquias |
| ------------------------------------------------------------------------------- | -------------------- | --------- | -------------- | ---------- | ------------- | ------------- | ------------------------ | -------------------- | ---------- | ---------- | ---------- |
| 1970                                                                            | 548 414              | 657 620   | 83.4           | 43         | 23            | 20            | 12 753                   |                      |            | 42         | 29         |
| 1980                                                                            | 621 000              | 840 338   | 73.9           | 41         | 21            | 20            | 15 146                   |                      | 21         | 53         | 29         |
| 1990                                                                            | 793 458              | 1 072 241 | 74.0           | 38         | 17            | 21            | 20 880                   |                      | 45         | 55         | 32         |
| 1999                                                                            | 940 731              | 1 237 804 | 76.0           | 55         | 29            | 26            | 17 104                   |                      | 28         | 48         | 35         |
| 2000                                                                            | 967 325              | 1 252 253 | 77.2           | 52         | 30            | 22            | 18 602                   |                      | 24         | 48         | 35         |
| 2001                                                                            | 983 170              | 1 269 201 | 77.5           | 59         | 32            | 27            | 16 663                   |                      | 29         | 46         | 35         |
| 2002                                                                            | 997 603              | 1 289 416 | 77.4           | 57         | 34            | 23            | 17 501                   |                      | 25         | 50         | 36         |
| 2003                                                                            | 1 013 867            | 1 310 467 | 77.4           | 56         | 36            | 20            | 18 104                   |                      | 22         | 50         | 36         |
| 2004                                                                            | 1 027 345            | 1 317 110 | 78.0           | 51         | 38            | 13            | 20 144                   |                      | 15         | 45         | 36         |
| 2006                                                                            | 1 060 689            | 1 337 110 | 79.3           | 52         | 40            | 12            | 20 397                   |                      | 12         | 37         | 37         |
| 2013                                                                            | 1 271 000            | 1 591 000 | 79.9           | 49         | 41            | 8             | 25 938                   |                      | 8          | 40         | 37         |
| 2016                                                                            | 1 247 000            | 1 557 000 | 80.1           | 55         | 44            | 11            | 22 672                   |                      | 37         | 34         | 39         |
| 2019                                                                            | 1 278 985            | 1 627 789 | 78.6           | 53         | 36            | 17            | 24 131                   |                      | 44         | 37         | 38         |
| 2021                                                                            | 1 350 960            | 1 719 400 | 78.6           | 52         | 38            | 14            | 25 980                   |                      | 14         | 32         | 39         |
| Fuente: Catholic-Hierarchy, que a su vez toma los datos del Anuario Pontificio. |                      |           |                |            |               |               |                          |                      |            |            |            |

## Episcopologio
- Francisco Raval Cruces † (4 de marzo de 1970-22 de agosto de 1973 nombrado arzobispo de Zamboanga)
- Miguel Gatan Purugganan † (21 de enero de 1974-26 de julio de 1999 renunció)
- Sergio Lasam Utleg (26 de julio de 1999 por sucesión-13 de noviembre de 2006 nombrado obispo de Laoag)
- Joseph Amangi Nacua, O.F.M.Cap. † (10 de junio de 2008-25 de febrero de 2017 renunció)
- David William Valencia Antonio, desde el 14 de noviembre de 2018